# Litterati
Litterati is een online-project waarbij gebruikers met behulp van een app opgeruimd zwerfafval in beeld brengen. 

## Geschiedenis
Litterati is opgericht door de Amerikaan Jeff Kirschner met als doel het tegengaan van het wereldwijde zwerfafvalprobleem. In 2012 is het begonnen als een beweging op Instagram waarbij Kirschner foto's maakte van zwerfafval en deze op Instagram plaatste in combinatie met de hashtag Litterati (#Litterati). Het idee van plaatsen van foto's van zwerfafval met een bepaalde hashtag is niet uniek, zo wordt in Nederland #zwerfie gebruikt. Kirschner merkte dat zijn #Litterati door meer mensen werd gebruikt en zo kwam hij op het idee om een speciale app te ontwikkelen. De eerste versie van de app verscheen op 16 augustus 2015. De missie van Litterati is om inzicht te krijgen in probleemgebieden waar veel zwerfafval voorkomt en om te identificeren welke soorten en merken afval het meeste voorkomen. Litterati wil de verzamelde data gebruiken in het samenwerken met bedrijven en organisaties voor het vinden van meer duurzame oplossingen.

## Werking
Gebruikers kunnen met behulp van de app op hun mobiele telefoon een foto maken van een stuk zwerfafval. Met behulp van de gps in de telefoon is er aan de foto direct een geotag gekoppeld. 
De gebruiker kan vervolgens trefwoorden aan de foto koppelen volgens de COMB-methode. De COMB-methode staat voor:
- Category
- Object
- Material
- Brand

Een blikje Heineken kan bijvoorbeeld worden voorzien van de trefwoorden Beer, Can, Aluminium en Heineken waarbij alle eigenschappen van het blikje gebruikt worden; een pakje sigaretten is bijvoorbeeld Smoking, Cigarettebox, Paper en een merk zoals Camel. 
 In april 2019 is er bij een grote update machinaal leren geïntegreerd in de app. Na het uploaden van de foto's in de app worden automatisch al enkele trefwoorden gekoppeld op basis van herkenning. De gebruiker kan de trefwoorden goedkeuren of verwijderen en ontbrekende trefwoorden aanvullen om toekomstige voorstellen te verbeteren.

## Impact
Sinds het lanceren van de app zijn er wereldwijd meer dan 8 miljoen stuks afval gefotografeerd, getagd en opgeruimd. Het duurde meer dan 2 jaar en 4 maanden om op 3 januari 2018, de eerste miljoen stuks afval te bereiken die met Litterati vastgelegd zijn. Nederland is het meest actief met Litterati en had op 18 april 2019 als eerste land, 1 miljoen stuks zwerfafval opgeruimd en geregistreerd in Litterati. 
Dirk Groot, alias de Zwerfinator, was een actieve Litterati-gebruiker in Nederland. Dirk gebruikte de app om onderzoek te doen naar het effect van zijn opruimacties op het terugdringen van zwerfafval. Zijn conclusie was dat er steeds weer nieuw afval lag, hij pleit daarom ook voor statiegeld op alle drankverpakkingen. In 2021 stopte Dirk met het gebruik van de app om principiële redenen.

## Financiering
Litterati werd initieel gefinancierd via Kickstarter, waar het $50.000 ophaalde. Eind 2017 kreeg de oprichter nog eens $225.000 van het Amerikaanse National Science Foundation.
Achter Litterati zitten anno 2019 twee voltijds medewerkers, en enkele vrijwilligers die voor het ontwerp zorgen. In april 2019 ontving Litterati een aanvullende bijdrage van de National Science Foundation voor het verder ontwikkelen van de app op het gebied van machinaal leren.
In september 2020 zegde de Alliance to End Plastic Waste een bedrag van $950.000 toe aan Litterati. Deze alliantie van plastic- en chemiefabrikanten zegt een einde te willen maken aan plastic afval, en dus niet aan de productie van plastic. Ook worden de eigen doelen van de alliantie niet behaald waardoor het wel gezien wordt als een greenwashing-initiatief. Ook ging Litterati een samenwerking aan met tabaksfabrikant Philip Morris International. Deze stap wordt bekritiseerd omdat Philip Morris andere belangen heeft dan opruimers van zwerfafval.